# Whirlpool (альбом Chapterhouse)
Whirlpool (с англ. — «Водоворот») — дебютный студийный альбом английской шугейз-группы Chapterhouse, выпущенный 29 апреля 1991 года на лейбле Dedicated Records. Альбом был записан в студиях The Refuge и V.H.F. Sound Centre и спродюсирован Робином Гатри, Ральфом Джеззардом, Стивеном Хейгом и самой группой.
В поддержку альбома был выпущен сингл «Pearl», в котором участвовала Рейчел Госвелл из Slowdive как бэк-вокалистка; он достиг 67-го места в UK Singles Chart. Альбом был назван одним из лучших в жанре «шугейз», но не смог завоевать более широкий рынок, несмотря на то, что занял 23-е место в UK Albums Chart. В том же году Chapterhouse также появилась на фестивале Рединг в их родном городе сразу после выступления группы Nirvana.

## Об альбоме

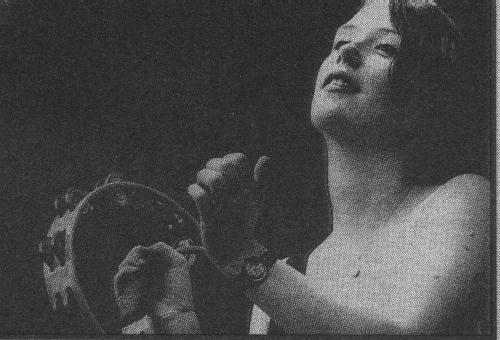
Рейчел Госвелл в 1990-х годах

До выпуска дебютного альбома, Chapterhouse (в ранний состав которого входили Эндрю Шерифф, Стивен Пэтмен, Саймон Роу, Джон Кёртис и Эшли Бейтс) предприняли необычный шаг, репетируя и выступая с концертами более года (прежде чем записать даже демо-кассету). Первоначально группа исполняла эйсид-рок (им помогали группа Spacemen 3), он позже их стиль перетёк в шугейз; считалось, что они присоединились к коллегам-шугейзерам, таким как Lush, Moose, Ride и Slowdive.
После небольшого изменения (группу покинул Джон Кёртис и его место занял Рассел Барретт) в составе Chapterhouse подписали контракт с недавно созданным лейблом Dedicated, выпустив серию синглов, в том числе «Pearl», в котором присутствовал приглашённый вокал Рейчел Госвелл из Slowdive.

## Выпуск
Whirlpool был выпущен 29 апреля 1991 года лейблом Dedicated Records. Он провёл три недели в UK Albums Chart, достигнув 23-й строчки. «Pearl» был выпущен как единственный сингл альбома 18 марта 1991 года, достигнув 67-й строчки в UK Singles Chart.
Cherry Red Records переиздали Whirlpool в 2006 году с несколькими бонус-треками, взятыми из мини-альбомов Chapterhouse — Freefall и Sunburst, выпущенных в 1990 году, и синглом «Pearl». Он также впервые включал печатные тексты всех песен альбома.
Начальные и последующие тиражи переиздания на CD от Cherry Red были записаны с помощью метода сжатия с потерями для композиций с 1 по 9 и 13 по 14. Исправленная версия содержит ссылку TC2159, напечатанную на внутреннем кольце компакт-диска. По состоянию на 2015 год, это все ещё имело место, и Cherry Red сообщила, что продолжает рассылать альбом в формате CD — теперь с эталонным CDMRED304V2 — которые были получены при помощи метода сжатия, а не от DAT, для композиций с 1 по 9 и 13 по 14.

## Приём критиков
| Оценки критиков | Оценки критиков |
| Источник        | Оценка          |
| --------------- | --------------- |
| AllMusic        | [ 8 ]           |
| Select          | 4/5             |
| Stylus Magazine | B+              |

Рецензент AllMusic Нед Раггетт дал оценку альбому 4 звезды, написав следующее: «как альбом, он сам по себе никак не соединяется как единое целое — окончательный список песен составлен из множества сессий записи с большим количеством продюсеров и ремиксеров, таких как Робин Гатри, Стивен Хейг, Джон Фрайер и Ральф Джеззард. Однако, как коллекция в основном убийственных композиций, очень даже хорошо».
В 2016 году музыкальный сайт Pitchfork поставил Whirlpool на 17-е место в списке «50 лучших шугейз-альбомов всех времён». Кэмерон Кук пишет: «Whirlpool изящно несёт факел, зажжённый его звуковыми предками всего несколько лет назад, сочетая в себе резкие, кислотные аспекты инди-попа очень ранних My Bloody Valentine и The Jesus and Mary Chain с оглушительными взрывами искажённой гитары и устойчивыми вокальными гармониями, которые стали представлять жанр шугейз в целом».

## Список композиций
| №                   | Название            | Музыка                    | Продюсер(-ы)              | Длительность |
| ------------------- | ------------------- | ------------------------- | ------------------------- | ------------ |
| 1.                  | «Breather»          | Эндрю Шерифф              | Ральф Джеззард            | 4:20         |
| 2.                  | «Pearl»             | Э. Шерифф                 | Р. Джеззард               | 4:52         |
| 3.                  | «Autosleeper»       | Стивен Пэтмен             | Chapterhouse, Робин Гатри | 4:50         |
| 4.                  | «Treasure»          | С. Пэтмен                 | Chapterhouse              | 6:22         |
| 5.                  | «Falling Down»      | Э. Шерифф                 | Chapterhouse, Стивен Хейг | 3:58         |
| 6.                  | «April»             | Э. Шерифф                 | Chapterhouse              | 4:39         |
| 7.                  | «Guilt»             | С. Пэтмен, Э. Шерифф      | Chapterhouse              | 4:15         |
| 8.                  | «If You Want Me»    | Рассел Барретт, Э. Шерифф | Chapterhouse              | 2:41         |
| 9.                  | «Something More»    | Э. Шерифф                 | Р. Гатри                  | 3:20         |
| Общая длительность: | Общая длительность: | Общая длительность:       | Общая длительность:       | 39:17        |

| №                   | Название            | Музыка                            | Продюсер(-ы)              | Длительность |
| ------------------- | ------------------- | --------------------------------- | ------------------------- | ------------ |
| 10.                 | «Need (Somebody)»   | Э. Шерифф                         | Chapterhouse              | 3:07         |
| 11.                 | «Inside of Me»      | Эшли Бейтс, С. Пэтмен, Саймон Роу | Chapterhouse              | 4:40         |
| 12.                 | «Sixteen Years»     | Р. Барретт, Э. Шерифф             | Chapterhouse              | 4:41         |
| 13.                 | «Satin Safe»        | С. Пэтмен, Э. Шерифф              | Chapterhouse              | 5:42         |
| 14.                 | «Feel the Same»     | С. Пэтмен, С. Роу                 | Chapterhouse              | 4:15         |
| 15.                 | «Come Heaven»       | С. Пэтмен                         | Chapterhouse, Джим Уоррен | 5:32         |
| 16.                 | «In My Arms»        | Э. Шерифф                         | Chapterhouse, Дж. Уоррен  | 4:39         |
| Общая длительность: | Общая длительность: | Общая длительность:               | Общая длительность:       | 71:53        |

## Участники записи
| Chapterhouse - Эндрю Шерифф — вокал, гитара - Стивен Пэтмен — вокал, гитара - Саймон Роу — гитара - Рассел Барретт — бас-гитара - Эшли Бейтс — барабаны Приглашённые музыканты - Рейчел Госвелл — бэк-вокал («Pearl») | Производственный персонал - Джон Фрайер — сведение - Робин Гатри — продюсирование («Autosleeper» и «Something More»), сведение - Стивен Хейг — продюсирование («Falling Down»), сведение - Ральф Джеззард — продюсирование («Breather» и «Pearl») - Джим Уоррен — запись - Пол Адкинс — запись - Альберт Тьюпело — дизайн |

## Чарты
| Чарт (1991 г.)                   | Позиция в чарте |
| -------------------------------- | --------------- |
| Великобритания (UK Albums Chart) | 23              |
| UK Independent Albums (OCC)      | 2               |

| Год  | Название | Позиция | Позиция |
| Год  | Название | UK      | US Alt  |
| ---- | -------- | ------- | ------- |
| 1991 | «Pearl»  | 67      | 7       |